# Haspelwald
Haspelwald är en skog i Österrike.   Den ligger i förbundslandet Niederösterreich, i den nordöstra delen av landet, 40 km väster om huvudstaden Wien.
Omgivningarna runt Haspelwald är en mosaik av jordbruksmark och naturlig växtlighet. Runt Haspelwald är det ganska tätbefolkat, med 83 invånare per kvadratkilometer.